# Вукашин Јовановић (глумац)
Вукашин Јовановић (Београд, 29. новембар 1998) српски је филмски, телевизијски, позоришни и гласовни глумац.

## Биографија
Уписује Глуму на Факултету драмских уметности у Београду 2016/17. године, после треће године гимназије, у класи проф. Марије Миленковић. Прва искуства стиче већ на другој години студија у оквиру драмског програма Радио Београда, снимајући радио драме.
Прву професионалну улогу остварује 2019. године у Opera & Theatre Madlenianum, са представом „Коферче“  Јурија Пољакова у режији Оље Ђорђевић. Одмах затим у истој години и другу у Народном позоришту у Београду, „Јесте ли за безбедност?“  у режији Анђелке Николић, и трећу, а прву главну улогу, у Позоришту Бошко Буха у представи „Немушти језик“ у режији Милана Караџића. Исте године дебитантски наступа у Атељеу 212 у чувеном „Брод плови за Београд“.
У наредним 20/21 годинама, дебитује на „великом платну“ улогом Андреја Матића у филму и серији „Једини излаз“  у режији Дарка Николића, синхронизује игране филмове Maleficent: Mistress of Evil  и Space Jam: New Legacy. Остварује запажене улоге у серијама Дрим Тим  и Швиндлери 2 и ради на још неколико представа у позоришту.
Дипломира глуму 2020/21. године на Факултету Драмских уметности, са својом класом, с представом „Кавкаски Круг Кредом“ Бертолта Брехта. Са дипломском представом „Кавкаски Круг Кредом“ класа Марије Миленковић гостује на јубиларном 40. фестивалу ВГИК у Москви и осваја Гранд При. Затим гостује и на фестивалима у Румунији и Северној Македонији. Награђена представа почиње да се игра  у Народном позоришту у Београду. Гостује у Суботици, Ваљеву...
Син је глумца Дубравка Јовановића и Маје Јовановић, менаџера у области културе и уметности. Вукашин има старијег брата Драгоша, млађег брата Видана и сестру Дарију.

## Награде
2021. додељена му је награда „Витомир Богић“ за најбољег младог радиофонског ствараоца за 2019. годину.
2021. додељена му је награда за дебитантску улогу у филму „Једини излаз“ на 56. Филмским сусретима у Нишу.
2022. добитник је награде за глумачку бравуру "Јанош Тот" за улогу у представи "Црни лептир" у позоришту на Теразијама.

## Улоге

### Позориште
| Год.  | Назив представе                                                                         | Позориште |
| ----- | --------------------------------------------------------------------------------------- | --- |
| 2019. | Коферче                                                                                 | Опера и Театар Мадленијанум                                                                                                   |
| 2019. | Јесте ли за безбедност?                                                                 | Народно позориште у Београду                                                                                                  |
| 2019. | Нана                                                                                    | Опера и театар Мадленијанум                                                                                                   |
| 2019. | Немушти језик                                                                           | Позориште Бошко Буха |
| 2020. | Кавкаски Круг Кредом                                                                    | Факултет драмских уметности, Народно позориште у Београду                                                                     |
| 2020. | Тица                                                                                    | Театар Вук |
| 2021. | Ајдуци                                                                                  | Народно позориште Приштина и Стеријино позорје                                                                                |
| 2021. | Бесна глиста                                                                            | Позориште Пуж |
| 2022. | Принцеза Душица у замку духова                                                          | Позориште Пуж |
| 2022. | Звездарски витез                                                                        | Позориште Бошко Буха |
| 2022. | Црни лептир                                                                             | Позориште на Теразијама |
| 2022. | Тајбеле и њен демон                                                                     | Јеврејски културни центар |
| 2023. | У се, на се и пода се                                                                   | Београдско драмско позориште                                                                                                  |
| 2023. | Инцидент на граници                                                                     | Југословенско драмско позориште                                                                                               |
| 2024. | Сирано                                                                                  | Југословенско драмско позориште                                                                                               |
| 2024. | Кавез за птице                                                                          | Београдско драмско позориште                                                                                                  |
| 2024. | Мачор у чизмама                                                                         | Позориште Бошко Буха |
| 2024. | Чарли Чаплин - Светла велеграда                                                         | Београдско драмско позориште                                                                                                  |
| 2024. | Новогодишњи музички рингишпил                                                           | Позориште Бошко Буха |
| 2025. | Свака птица своме јату                                                                  | Београдско драмско позориште                                                                                                  |
| 2025. | Више од игре 1 Више од игре 2 Више од игре 3                                            | Београдско драмско позориште                                                                                                  |
| 2025. | Живот провинцијских плејбоја након Другог светског рата или Туђе хоћемо - своје не дамо | Местно гледалишче љубљанско (МГЛ) Град театар Будва – фестивал (ГТБ) Београдско драмско позориште Драмски театар Скопље (ДТС) |

### Филм / Серија
| Год.  | Назив                            | Улога           |
| ----- | -------------------------------- | --------------- |
| 2018. | Шкрге                            | Младен          |
| 2019. | Круг двојке                      | Дуле            |
| 2020. | The Outpost                      | Civilian        |
| 2021. | Тајне Службе Србије              | Мартин          |
| 2021. | Једини излаз                     | Андреј Матић    |
| 2021. | Дрим Тим                         | Мали Гандра     |
| 2021. | Швиндлери 2                      | Мали            |
| 2022. | Господари пакла                  | The Masque      |
| 2023. | Немирни                          | Огњен Палигорић |
| 2024. | Дрим Тим 2                       | Мали Гандра     |
| 2024. | Време смрти                      | Милоје Дачић    |
| 2025. | The Librarians: The Next Chapter | Филип           |

### Синхронизација
| Година синх. | Филм/серија                          | Лик(ови)                |
| ------------ | ------------------------------------ | ----------------------- |
| 2019.        | Maleficent: Mistress of Evil         | Принц Филип             |
| 2021.        | Space Jam: New Legacy                | Ентони Дејвис, The Brow |
| 2022.        | Меда са севера 3: Краљевска авантура | Чен                     |
| 2023.        | The Amazing Maurice                  | Пит                     |
| 2023.        | Elemental                            | Извор                   |
| 2023.        | Trolls Band Together                 | Спрус ( Брус )          |
| 2023.        | Тролови: Бенд на окупу               | Спрус, део хора         |
| 2023.        | Wonka                                | Полицајац Афабл         |
| 2024.        | Once Upon a Studio                   | Принц                   |
| 2024.        | Inside Out 2                         | Ленс Слешблејд          |
| 2024.        | Wicked / Злица                       | Бок Вудсман             |
| 2025.        | Paddington in Peru                   | Педингтон               |
| 2025.        | Snow White                           | Џонатан                 |
| 2025.        | Lilo and Stitch                      | Дејвид                  |
| 2025.        | Како да дресирате свог змаја         | Тафнат                  |